# Szécsényi Endre
Szécsényi Endre (Kiskunhalas, 1965. augusztus 27. –) magyar eszmetörténész, esztéta, egyetemi tanár az ELTE Bölcsészettudományi Kar Esztétika Tanszékén.

## Élete és munkássága
1965. augusztus 27-én született Kiskunhalason. Kecskeméten járt általános- és középiskolába (1971–1983, Kodály Iskola), egyetemi tanulmányait a pécsi Janus Pannonius Tudományegyetem Tanárképző (Bölcsész-) Karán magyar – művészettudomány (esztétika) szakon végezte, ahol 1990-ben szerzett diplomát Kisbali László tanítványaként. Doktori tanulmányait az ELTE Filozófiatudományi Doktoriskolájában a Politikai Filozófia Programon végezte, Ludassy Mária témavezetésével 2001-ben szerzett Ph.D. fokozatot. 2010-ben habilitált az ELTE-n.
Felsőoktatási oktatói pályáját a pécsi egyetemen kezdte 1990-ben, a "Spiritualitástörténet" Bölcsész Reform program keretében volt óraadó és az első évben a program titkára. 1991-től a Kecskeméti Tanítóképző Főiskolán tanított irodalmat. 1995-ben egyetemi adjunktus lett a pécsi egyetem frissen alakult Esztétika Tanszékén, amelyet akkor Bacsó Béla vezetett. 2003-ban az ELTE Esztétika Tanszékére került át, 2006-ban egyetemi docenssé, 2015-ben egyetemi tanárrá nevezték ki. 1995 és 1999 között tudományos tanácsadó volt a Láthatatlan Kollégiumban; 2003 és 2005 között tanított a Magyar Iparművészeti Egyetem Elméleti Intézetében is. 2014 és 2016 között Marie Skłodowska-Curie ösztöndíjas kutató volt az Aberdeeni Egyetemen; 2014 óta Aberdeenben él. 1997 és 2014 között a BUKSZ – Budapesti Könyvszemle egyik szerkesztője volt, 2008-tól a "Laokoón Könyvek" sorozat szerkesztője a L'Harmattan Kiadónál.
Főbb érdeklődési területei: a Felvilágosodás eszme- és esztétikatörténete, az esztétika összekapcsolódásai morál-, politika- és vallásfilozófiával; a környezetesztétika.

## Fontosabb publikációi
- A modern esztétika feltalálása: megjegyzések a brit esztétika kora modern történetéhez. Budapest: Gondolat Kiadó, 2024, e-könyv, pp. 336. [B/5]
- Bevezetés a környezetesztétikába: antológia, szerk. Szécsényi Endre és Csuka Botond. Budapest: Kijárat Kiadó, 2024, pp. 306.
- Aesthetics, Nature and Religion: Ronald W. Hepburn and his Legacy, ed. Endre Szécsényi. Aberdeen: Aberdeen University Press, 2020, pp. ix + 342.
- Esztétika – történelem – hermeneutika: tanulmányok Kisbali László emlékére, szerk. Popovics Zoltán és Szécsényi Endre. Budapest: L'Harmattan Kiadó, 2019, pp. 266.
- A tudom-is-én-micsoda fogalma: források és tanulmányok, szerk. Bartha-Kovács Katalin és Szécsényi Endre. Budapest: L'Harmattan Kiadó, 2010, pp. 193.
- Szépség és szabadság: eszmetörténeti tanulmányok. Budapest: L'Harmattan Kiadó, 2009, pp. 216.
- Kisbali László: Sapere aude! Esztétikai és művelődéstörténeti írások, vál., szerk. Szécsényi Endre. Budapest: L’Harmattan Kiadó, 2009, pp. 272.
- Lord Shaftesbury: Sensus communis: esszé a szellem és a jó kedély szabadságáról, szerk., kontrollford. és utószó Szécsényi Endre. Budapest: Atlantisz Kiadó, 2008, pp. 211.
- Aspects of the Enlightenment: Aesthetics, Politics, and Religion, ed. Ferenc Hörcher & Endre Szécsényi (introd. Peter Jones). Budapest: Akadémiai Kiadó, 2004, pp. 345.
- Társisasság és tekintély: esztétikai politika a XVIII. századi Angliában. Budapest: Osiris Kiadó, 2002, pp. 211.

## Külső hivatkozás
- Szécsényi Endre tanszéki lapja (ELTE)
- Publikációi a Magyar Tudományos Művek Tárában
- Academia.edu - Szécsényi Endre profilja